# Comuna Mîhlîn, Horohiv
Mîhlîn (în ucraineană Михлин) este o comună în raionul Horohiv, regiunea Volînia, Ucraina, formată din satele Marusea, Mîhlîn (reședința) și Zahaii.

## Demografie
Componența lingvistică a satului Mîhlîn
     Ucraineană (97,87%)
     Alte limbi (1,49%)
Conform recensământului din 2001, majoritatea populației satului Mîhlîn era vorbitoare de ucraineană (97,87%), existând în minoritate și vorbitori de alte limbi.